# Piacenza d'Adige
Piacenza d'Adige är en ort och kommun i provinsen Padova i regionen Veneto i Italien. Kommunen hade 1 276 invånare (2018).